# Kairi Sane
Kaori Housako (en japonés: 宝迫 香織 [Hōsako Kaori]; Hikari, 23 de septiembre de 1988), conocida como Kairi Sane (カイリ・セイン Kairi Sein?), es una luchadora profesional y actriz japonesa. Actualmente trabaja para la empresa estadounidense WWE, donde se presenta en la marca Raw, además de ser miembro de las Kabuki Warrior's. 
De 2012 a 2017, luchó con el nombre de Kairi Hojo (宝城 カイリ Hōjō Kairi?) para la promoción japonesa World Wonder Ring Stardom. Tomando el personaje de una «princesa pirata», obtuvo un reinado como Campeona Mundial de Stardom, uno como Campeona Maravilla de Stardom, tres como Campeona de las Diosas de Stardom, y cinco como Campeona Artística de Stardom. También logró ganar el 5★Star GP de 2015, y el Goddesses of Stardom Tag League de 2016.
En 2017, firmó con WWE, donde adoptó el nombre de Kairi Sane. Ganó el torneo inaugural Mae Young Classic el mismo año, y fue asignada a la marca NXT, donde fue una vez Campeona Femenina de NXT. En abril de 2019, fue promovida al roster principal, donde ganó los Campeonatos Femeninos en Parejas de WWE (con Asuka) una vez, como parte de The Kabuki Warriors. El equipo también recibió un WWE Year–End Award en 2019 por mejor equipo femenino del año. En 2020, regreso a Japón para estar con su esposo, y trabajo en su país nativo como embajadora para WWE y entrenadora, hasta diciembre de 2021, cuando su contrato expiró. 
Luego de su primer periodo en WWE, volvió a World Wonder Ring Stardom en febrero de 2022, donde se presentó utilizando el nombre de Kairi (estilizado en mayúsculas), donde se convirtió en la primera Campeona Femenina de IWGP. En marzo de 2023, se volvió agente libre, y en noviembre del mismo año, regresó a WWE. En enero de 2024, nuevamente junto a Asuka tras la reformación de The Kabuki Warriors, consiguió un segundo reinado como Campeona Femenina en Parejas de WWE.

## Primeros años
Kaori Housako nació el 23 de septiembre de 1988 en Hikari. En su adolescencia, practicó yachting, entrando en competencias intercolegiales y nacionales, además de participar en campeonatos mundiales con sueños de llegar a los Juegos Olímpicos. Después de graduarse de la Universidad de Hosei, comenzó a perseguir una carrera en la actuación. También hizo algunas obras de teatro y una de sus actuaciones, donde se desempeñó como villana, fue vista por Fuka, la mánager general de la promoción World Wonder Ring Stardom, quien la invitó a uno de sus eventos. Rápidamente se enamoró del aspecto de la lucha libre profesional de combinar la actuación con el deporte y decidió convertirse en una luchadora. Housako tiene una hermana, quien es tres años mayor que ella. Ella es una embajadora de su ciudad natal Hikari, Yamaguchi.
Después de su penúltimo combate Housako confirmó su inminente salida de Stardom, sin mencionar específicamente a la WWE. Kaori había contemplado el retiró debido a que a su corta edad tenía muchas lesiones, pero decidió ir a luchar en el extranjero después de consultar con Bull Nakano, quien le dijo que en los Estados Unidos la exigencia era mucho menor. Al día siguiente, Threedom se reunió para un último combate, derrotando a Hiromi Mimura, HZK y Jungle Kyona en una pelea de equipos.

## Carrera

### World Wonder Ring Stardom (2011–2017)
Housako comenzó su entrenamiento con Stardom en el 2011. El 14 de noviembre de 2011, ella pasó la "pro prueba" y se graduó como parte de la tercera clase de alumnos de Stardom, junto con Act Yasukawa, Natsumi Showzuki y Yuuri Haruka. Kaoiri, quien trabajó bajo el nombre de ring "Kairi Hojo", hizo su debut para Stardom el 7 de enero de 2012, siendo derrotada por Yuzuki Aikawa. Fuera de su actitud habitual, Hojo fue apodada como "Pirate Princess". Ella rápidamente se convirtió en una miembro fundadora del estable llamado Zenryoku Joshi, dirigidas por Aikawa. En noviembre de 2012, Hojo formó un nuevo tag team junto con Natsumi Showzuki, con el dúo finalizando en segundo lugar durante el 2012 Goddesses of Stardom Tag League. Zenryoku Joshi se disolvió en enero de 2013, cuando Hojo desafió sin éxito a su compañera de estable Yuzuki Aikawa por el Wonder of Stardom Championship. Hojo ganó su primer título el 29 de abril de 2013, durante Ryōgoku Cinderella, donde ella y Showzuki, conocidas colectivamente como "Ho-Show Tennyo", derrotaron a Hailey Hatred y Kyoko Kimura por los Goddess of Stardom Championship. Su reinado, sin embargo, duró solamente un mes, antes de que Showzuki fuera marginada por una lesión cervical de la espina dorsal y ella y Hojo fueran despojadas del título. Showzuki nunca regresó de su lesión, en lugar de renunciar a Stardom.

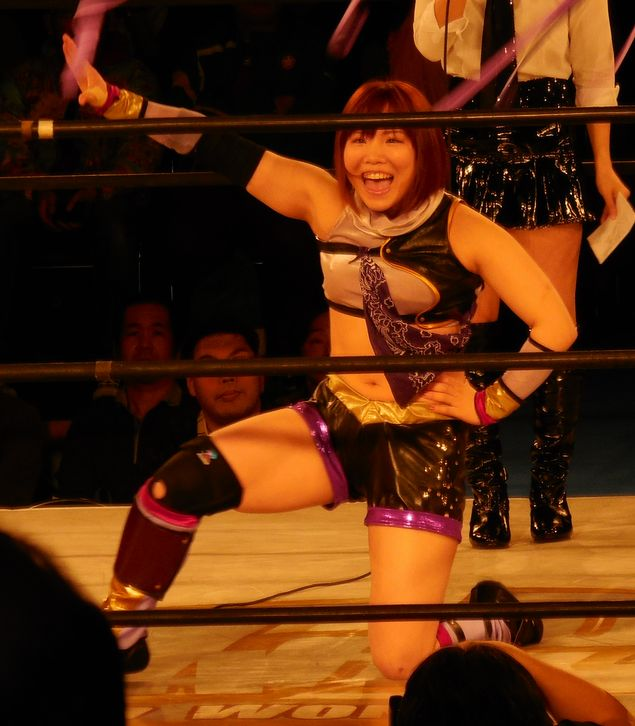
Housako, en 2013.

El 23 de junio de 2013, Hojo hizo equipo junto con Kaori Yoneyama y Yuhi logrando derrotar a Christina Von Eerie, Hailey Hatred y Kyoko Kimura por los vacantes Artist of Stardom Championship. Ellas perdieron los títulos ante Kimura, Alpha Female y The Female Predator "Amazon" el 4 de noviembre. En mayo de 2014, Hojo hizo su debut Mexicano donde representó a Stardom en los eventos DragonMania 9 y Lucha Fan Fest 8. En agosto, el roster de Stardom fue separado por la mitad como parte de la historia de rivalidad entre las luchadoras más viejas del período Shōwa y luchadoras más jóvenes del período Heisei. Hojo, habiendo nacido en el período Shōwa, se alineó junto a las favoritas Nanae Takahashi y Miho Wakizawa. El 10 de agosto, Hojo recuperó el Goddess of Stardom Championship, cuando ella y Takahashi derrotaron a Alpha Female y Kyoko Kimura. Luego de ocho meses de reinado, Hojo fue despojada nuevamente del título, cuando Takahashi fue marginada por una lesión en el tobillo.
En febrero de 2015, tras un incidente entre Act Yasukawa y Yoshiko, Kaoiri fue nombrada como una intermediaria entre las dos luchadoras y la dirección con el fin de acercarse a las dos partes. Después del incidente, el título superior de Stardom, el World of Stardom Championship, fue declarado vacante con un torneo anunciado para determinar a la nueva campeona. El 29 de marzo, Hojo primero derrotó a Kyoko Kimura y luego a Io Shirai para ganar el World of Stardom Championship por primera vez. Después de un reinado de cuatro meses, ella perdió el título ante Meiko Satomura el 26 de julio. Hojo se recuperó ganando el torneo individual de Stardom, el 5 Star GP, al derrotar a Hudson Envy en las finales el 23 de septiembre,  posteriormente Housako fue nombrada la MVP de Stardom en el 2015. 
En enero de 2016, Hojo se unió a sus ex rivales Io Shirai y Mayu Iwatani para formar un nuevo estable. El 28 de febrero de 2016, las tres, ahora llamadas colectivamente como "Threedom" (una combinación de las palabras "Tres" y "Stardom"), derrotaron a Evie, Hiroyo Matsumoto y Kellie Skater para ganar los Artist of Stardom Championship.
El 15 de mayo, Kaori ganó otro título, cuando derrotó a Santana Garrett por el Wonder of Stardom Championship, ganando el título en su cuarto intento. El 8 de agosto, Hojo hizo su debut para la Inoki Genome Federation (IGF), derrotando a Jungle Kyona en un evento en Shanghái. El 3 de septiembre, Hojo derrotó a Io Shirai para hacerse cargo del liderazgo del bloque Red Stars en el 2016 5 Star GP. Sin embargo, durante el combate, Hojo sufrió una conmoción cerebral, que la obligó a retirarse de sus combates restantes, eliminándola del torneo. El 2 de octubre, Threedom perdió los Artist of Stardom Championship ante Hana Kimura, Kagetsu y Kyoko Kimura en su tercera defensa.
El 11 de noviembre, Kaori y Yoko Bito derrotaron a Io Shirai y Mayu Iwatani en la final para ganar la 2016 Goddesses of Stardom Tag League. Después del combate, Shirai atacó a Iwatani y anunció que Threedom era historia. El 22 de diciembre, Hojo y Bito derrotaron a Kagetsu y Kyoko Kimura para convertirse en las nuevas Goddess of Stardom Champions. Perdieron los títulos ante Hiroyo Matsumoto y Jungle Kyona en su segunda defensa el 5 de marzo de 2017. También en marzo, se informó de que Housako había dicho a la oficina de Stardom que ella estaba dejando la promoción para ir a la WWE el mes siguiente. El 20 de marzo, Hojo desafió sin éxito a Io Shirai por el World of Stardom Championship. El 6 de mayo, Hojo, Hiromi Mimura y Konami derrotaron a AZM, HZK e Io Shirai para ganar los Artist of Stardom Championship. Su reinado de un año como Wonder of Stardom Champion terminó el 14 de mayo, cuando perdió el título ante Mayu Iwatani en su novena defensa titular, cayendo una defensa a falta de empatar el récord de Santana Garrett en la mayoría de las defensas. Hojo luchó sus últimos combates para Stardom el 4 de junio. 
Después de que Hojo, Mimura y Konami perdieran los Artist of Stardom Championship de nuevo ante AZM, HZK y Shirai en su segunda defensa, Hojo luchó una serie de combates de diez minutos con un minuto de límite de duración en contra de las miembros del plantel de Stardom que terminó en tres victorias, seis empates y una derrota.
En abril, Hojo, junto con Iwatani y Shirai, viajaron a los Estados Unidos para participar en eventos celebrados por Lucha Underground y Vendetta Pro Wrestling donde se alió con Io Shirai, Black Lotus y Mayu Iwatani para formar el "Black Lotus Triad" bajo el nombre de Doku, con el fin de derrotar a Pentagón Dark, mientras que en la gira de Stardom U.S.A se unió a Melina para derrotar al equipo formado por Hudson Envy y Mia Yim.

### WWE (2016–2021)

#### Firma y Mae Young Classic (2016–2017)
En octubre de 2016, se contactó a Housako y se le ofreció un contrato con la WWE, a partir del año siguiente. Según se informa, Housako había declarado que estaba interesada en ir a la WWE, pero aún no había tomado una decisión final. También hubo dudas sobre si podría aprobar el examen físico de la compañía debido a sus dos conmociones cerebrales durante los últimos dos años. En marzo de 2017, Housako firmó un contrato de tres años con WWE, supuestamente por $60000 por año, que era menos de lo que ganaba en Japón.
El 30 de junio, un video en un house show de la WWE en Tokio, presentó a Housako como "Kairi Sane" a la división de desarrollo de la WWE, NXT, así como al próximo torneo Mae Young Classic. El 13 de julio, derrotó a Tessa Blanchard en la primera ronda del torneo en su combate debut en la WWE. Al día siguiente, Sane primero derrotó a Bianca Belair en la segunda ronda, luego a Dakota Kai en cuartos de final y finalmente a Toni Storm en las semifinales para avanzar a la final del torneo. Según se informó, Sane sufrió una conmoción cerebral y una lesión en el cuello durante las grabaciones. El 12 de septiembre, Sane derrotó a Shayna Baszler en la final del torneo y, por lo tanto, ganó una oportunidad por el vacante Campeonato Femenino de NXT en el próximo show de NXT TakeOver.

#### Campeona Femenina de NXT (2017–2019)
En octubre de 2017, Sane hizo su debut televisivo en NXT, derrotando a Aliyah. En noviembre, en NXT TakeOver: WarGames, Sane compitió en un fatal combate a cuatro bandas por el vacante Campeonato Femenino de NXT, pero no tuvo éxito ya que Ember Moon ganó la lucha.

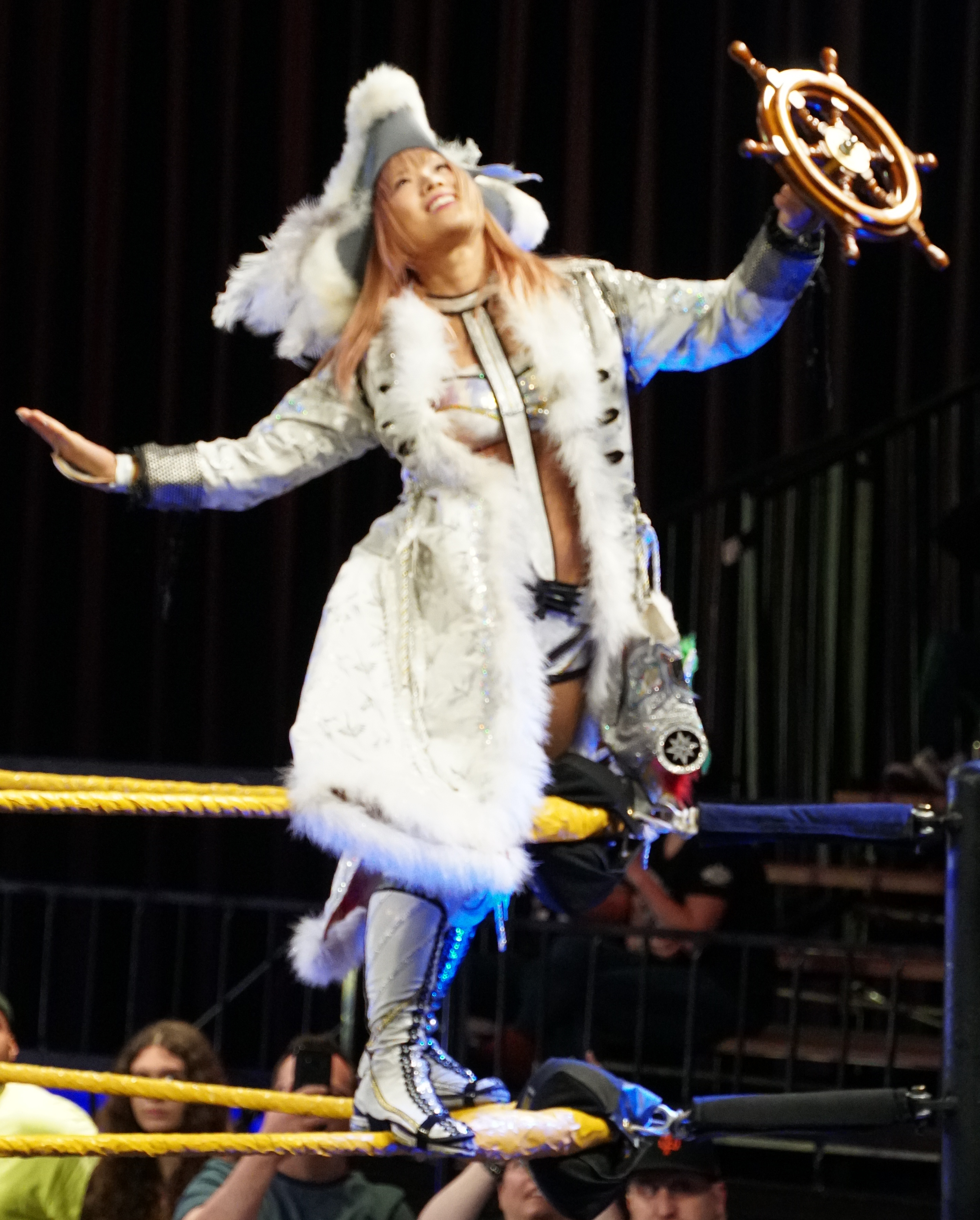
Kairi haciendo su entrada, en 2018.

El 28 de enero de 2018, en el Royal Rumble, Sane participó en el primer Royal Rumble Match Femenino, ingresando en el número 6 y duró alrededor de 5 minutos antes de ser eliminada por Dana Brooke. Unos meses más tarde, también participó en la WrestleMania Women's Battle Royal en WrestleMania 34, junto con otras superestrellas de NXT, pero fue eliminada del combate por Sasha Banks. Poco después, Sane comenzó un feudo con Lacey Evans cuando las dos intercambiaron victorias y se atacaron durante las siguientes semanas. Finalmente, Sane pudo derrotar a Evans en el episodio del 6 de junio de NXT, en un combate final entre los dos, para poner fin a su feudo.
En julio, después de derrotar a Candice LeRae y Nikki Cross en un combate de triple amenaza para convertirse en la contendiente número uno, Sane reavivó su rivalidad con Shayna Baszler, ya que las dos intercambiaron victorias en las Finales del Mae Young Classic y en NXT NXT y se enfrentó en una lucha en NXT TakeOver: Brooklyn 4 el 18 de agosto, donde Sane pudo derrotar a Bazsler para ganar el Campeonato Femenino de NXT por primera vez en su carrera. El 28 de octubre, en el pago por evento de WWE Evolution, Sane perdió el campeonato ante Baszler (después de la interferencia de sus aliadas Jessamyn Duke y Marina Shafir) terminando su reinado a los 71 días. Tres semanas después, en NXT TakeOver: WarGames 2018, Sane recibió su revancha contra Baszler en una lucha de dos de tres caídas, pero no pudo recuperar el título después de la interferencia de Duke y Shafir nuevamente. Debido a las interferencias, Sane finalmente se alineó con su mejor amiga Io Shirai y Dakota Kai contra Baszler, Duke y Shafir. Poco después, Kai fue marginada por una lesión y Sane continuó formando equipo con Shirai, formando un equipo conocido como "Las Piratas del Cielo" mientras continuaban derrotando a varios equipos.
El 5 de abril de 2019, en NXT TakeOver: New York, Sane compitió en una lucha fatal de cuatro esquinas por el Campeonato Femenino de NXT, sin embargo, no logró capturar el título ya que Baszler envió a Bianca Belair para retenerlo. Solo seis días después, el 11 de abril (episodio transmitido en cinta con retraso el 17 de abril), Sane perdió una revancha ante Baszler después de que Io Shirai atacara a Baszler que buscaba lastimar a Sane. Debido a su pérdida, Sane ya no puede competir por el Campeonato Femenino de NXT, lo cual fue una forma de descartarla de la marca.

#### The Kabuki Warriors y embajadora de WWE (2019–2021)
Kairi sería ascendida al roster principal en abril debido al WWE Superstar Shake-Up, al llegar se unió a Asuka y Paige, está última fungiria como la representante de la dupla, posteriormente se daría a conocer que colectivamente serían conocidas como The Kabuki Warriors, obteniendo su primera victoria junto a Ember Moon y Bayley frente a The IIconics y Fire & Desire (Mandy Rose y Sonya Deville). Durante algunos meses tendrían pequeñas apariciones sin mayor importancia, saliendo derrotadas en la mayoría de ocasiones. El dúo quedaría inactivo por unas semanas después de la cirugía de Paige y falta de planes creativos.

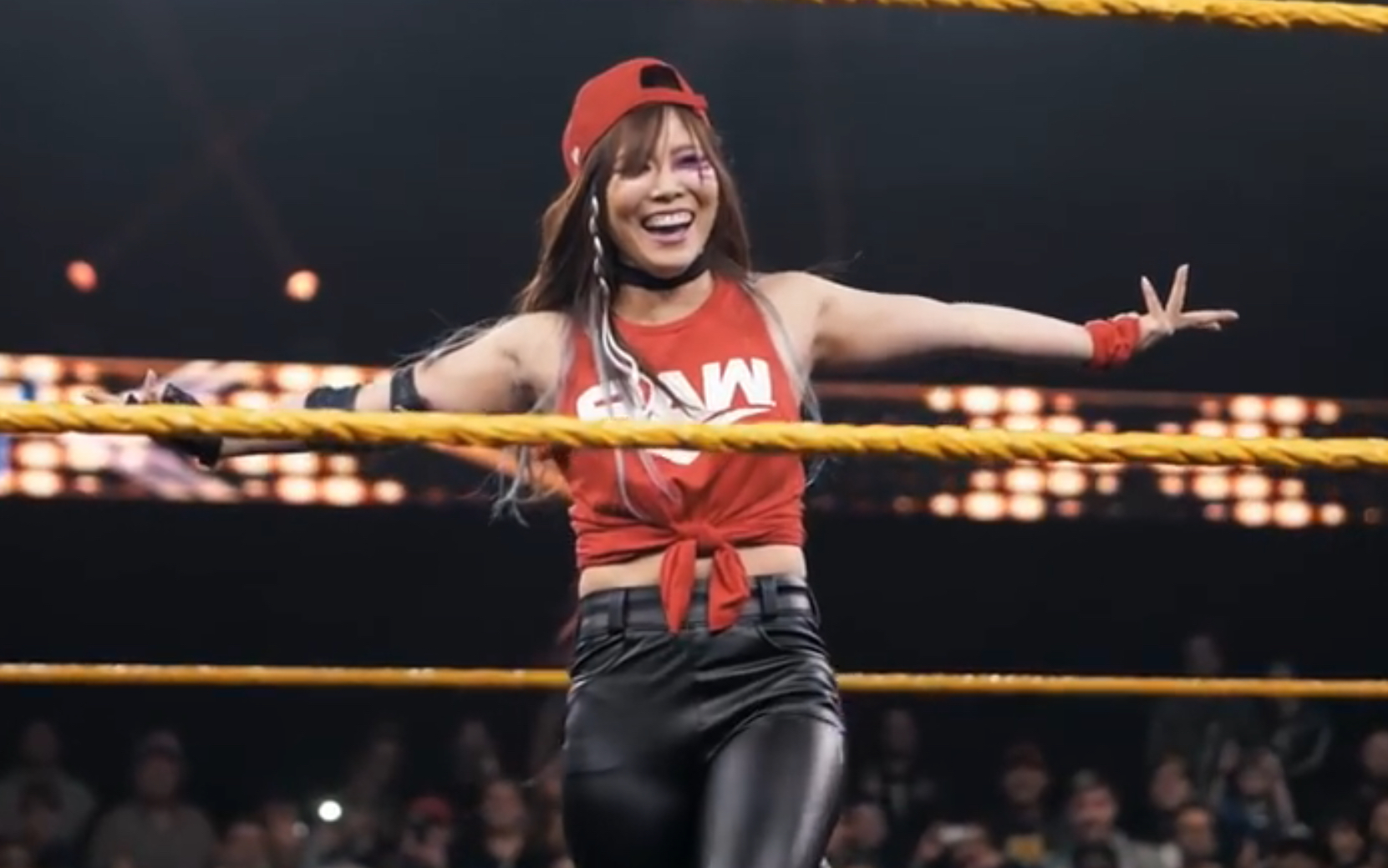
Kairi, en 2019.

A finales de septiembre regresarían derrotando a Fire & Desire, esto las hizo acreedoras a una oportunidad titular contra Alexa Bliss y Nikki Cross en el evento Hell in a Cell el 6 de octubre, logrando derrotarlas y convirtiéndose en Campeonas Femeninas en Pareja por primera vez, durante la lucha tanto Asuka como Sane cambiaron a heel, y para la noche siguiente, derrotarían a las campeonas femeninas de Raw y SmackDown, Becky Lynch y Charlotte Flair en una lucha de parejas. El 14 de octubre como parte del WWE Draft fue enviada junto con Asuka a Raw, ganando su lucha debut contra Lacey Evans y Natalya, y para el 28 de octubre se confirma que Paige deja de representar a la dupla después de ser atacada con el "green mist" de Asuka. El 30 de octubre, las Kabuki defenderían exitosamente por primera vez el campeonato en parejas ante Dakota Kai y Tegan Nox, siendo esta también la primera vez que dicha presea se defiende en NXT. Poco después, Kairi y Asuka empezaron una rivalidad con Flair y Lynch, enfrentándose múltiples veces en shows semanales, así como dos defensas exitosas en los PPV Starrcade y TLC, logrando retener los campeonatos, Sin embargo, después de TLC, se reveló que Sane resultó lesionada después durante el encuentro, por lo que Asuka tuvo ángulos en solitario durante su ausencia. 
Sane regresó el 20 de enero de 2020, perdiendo ante Becky Lynch, pero poco después volvería a estar inactiva después de haber contraído nupcias en su país natal. Regresando hasta el 20 de marzo, donde fue derrotada por Shayna Baszler. En el evento WrestleMania 36, The Kabuki Warriors perdieron los Campeonatos en parejas ante Nikki Cross y Alexa Bliss, terminando su reinado con 181 días. Tras un periodo de ausencia y especulaciones acerca de un posible retiró, Sane hizo su regreso el 6 de julio en un episodio de Raw, donde se enfrentó a Sasha Banks en un combate, el cual terminó en descalificación luego de que Bayley interfiriera a favor de Banks. Más tarde esa misma noche, Sane interfirió a favor de Asuka durante un combate contra Bayley, donde atacó a Banks y aseguro la victoria para Asuka. El 13 de julio en un episodio de Raw, Sane y Asuka se enfrentaron a Banks y Bayley en un combate por sus Campeonatos Femeninos en Parejas, en el cual furon derrotadas. El 19 de julio en el evento The Horror Show at Extreme Rules, acompañó a Asuka durante su combate contra Sasha Banks por el Campeonato Femenino de Raw, donde fue atacada por Bayley al tratar de impedir que distrajera a Asuka. La noche siguiente en Raw, Sane derroto a Bayley en un combate individual.
El 27 de julio en un episodio de Raw, Sane fue atacada en el área de backstage por Bayley durante una lucha entre Sasha Banks y Asuka por el Campeonato Femenino de Raw, esto provocó una distracción para Asuka y posteriormente causó que perdiera el combate y el título por count-out (método de victoria estipulado por Stephanie McMahon) al ir a salvarla. Horas después, Sane publicó en su cuenta de Twitter agradecimientos a sus compañeros de WWE debido a que abandonaba la empresa. Al día siguiente, WWE confirmó su salida. El 29 de julio, WWE publicó un vídeo en su canal oficial de YouTube donde se dio a conocer que Sane tomo la decisión de abandonar la empresa para regresar con su familia en Japón.
El 2 de octubre de, 2020, Sane anunció que comenzaría a trabajar como embajadora y entrenadora para la sucursal de WWE en su nativo Japón. El 25 de octubre, fue parte de la mesa y equipo de comentaristas en idioma japonés durante el evento Hell in a Cell. En diciembre de 2021, dejó WWE después de que su contrato expirara.

### Regreso a World Wonder Ring Stardom (2022–2023)

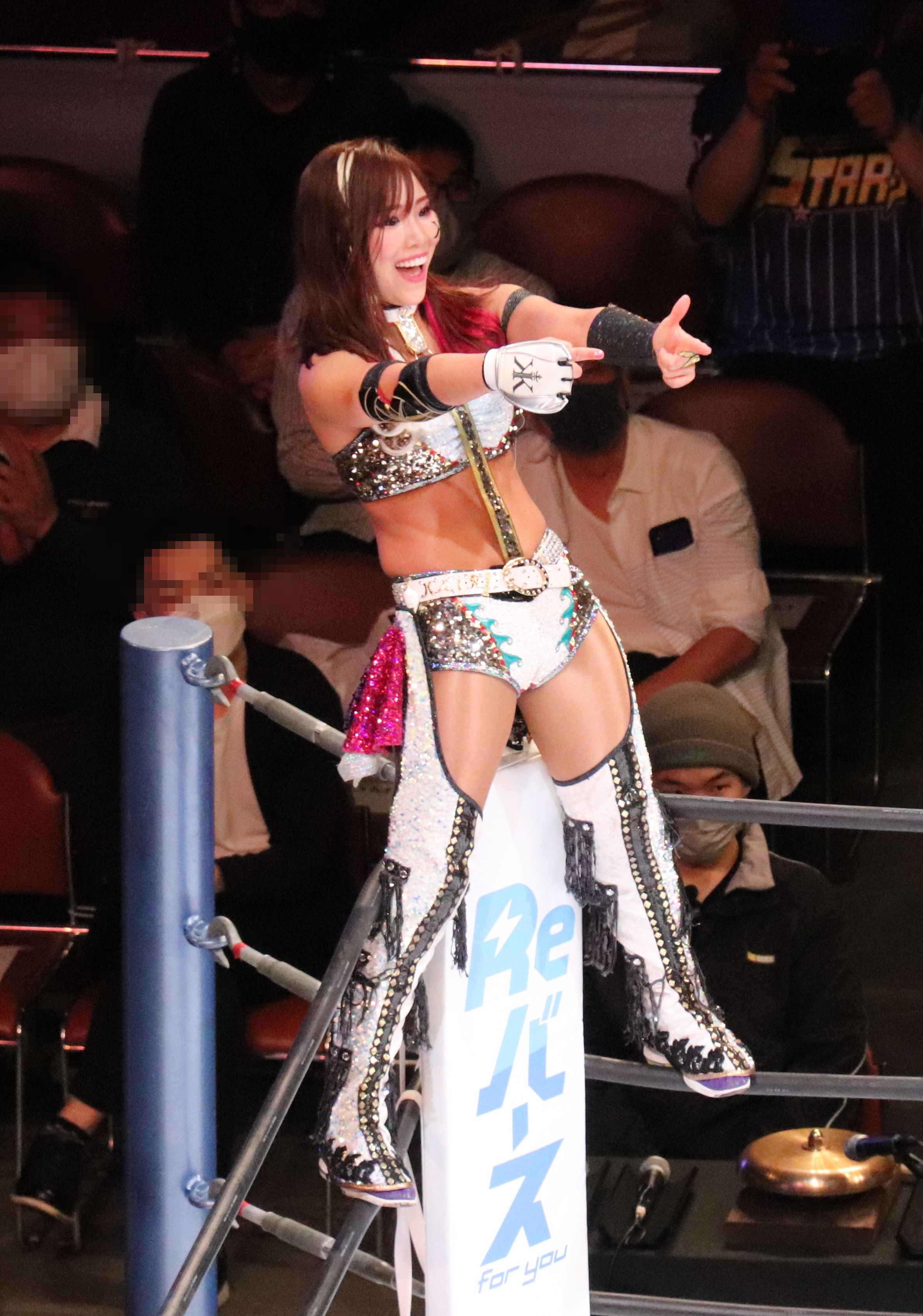
Kairi presentándose en Stardom, en 2022.

El 18 de febrero de 2022, Housako hizo su regreso a Stardom; presentándose con el nombre de Kairi. Su regreso al ring fue en el evento Stardom World Climax 2022 en marzo. En World Climax: The Best, hizo equipo con Mayu Iwatani para derrotar a Cosmic Angels (Tam Nakano y Unagi Sayaka) en un combate por equipos. En World Climax: The Top, derrotó a Starlight Kid. Se rompió el tímpano durante el combate y reveló la lesión en una entrevista posterior a la lucha. Hizo su regreso el 28 de mayo en el evento Stardom Flashing Champions, donde hizo equipo con Tam Nakano y se autonombraron como «White Knights» para derrotar a Queen's Quest (Utami Hayashishita y Miyu Amasaki) en un combate por equipos.
El 23 de abril de 2023, en Stardom All Star Grand Queendom, el equipo de Kairi, Natsupoi y Saori Anou, perteneciente a REStart, derrotó a Hiragi Kurumi, Risa Sera y Suzu Suzuki de Prominence, ganando así el Campeonato Artístico de Stardom. El 27 de mayo, en Flashing Champions, REStart perdió el título ante Baribari Bombers (Giulia, Mai Sakurai y Thekla), terminando su reinado a los 34 días. Su última lucha con Stardom fue en Stardom Nagoya Golden Fight 2023, donde participó en un combate por equipos de tres contra tres mujeres, en el que ella y sus compañeras resultaron ganadoras.

### New Japan Pro-Wrestling (2022–2023)
En noviembre de 2022, derrotó a Mayu Iwatani en el combate principal de Historic X-Over, un evento de lucha libre copromovido por Stardom y su promoción hermana New Japan Pro-Wrestling (NJPW), para convertirse en la campeona inaugural del Campeonato Femenino de IWGP. El 4 de enero de 2023, en Wrestle Kingdom 17, tuvo su primera defensa titular exitosa contra Tam Nakano. Luego del combate, fue confrontada y atacada por Mercedes Moné (anteriormente conocida como Sasha Banks). Esta última realizó una promo y la retó a una lucha titular pactada para Battle in the Valley.
En dicho evento, Kairi fue derrotada por Moné; terminando su reinado con 90 días.

### Regreso a WWE (2023–presente)
El 24 de marzo de 2023, Kairi confirmó que se había convertido en agente libre. El 5 de agosto, se reportó que había llegado a un acuerdo con WWE para hacer su regreso a la compañía. El 2 de noviembre, se informó que había sido agregada al roster interno de WWE. Dos días después, el 4 de noviembre en Crown Jewel, hizo su regreso a la empresa como heel, ayudando a Iyo Sky a retener el Campeonato Femenino de WWE contra Bianca Belair, y se unió a la marca SmackDown. En el siguiente episodio de SmackDown, Sane confrontó a Bayley y la perdonó por sus acciones en 2020, para posteriormente, unirse a Damage CTRL. En el mismo episodio, durante una lucha por equipos de tres contra tres mujeres en el que se enfrentó a Asuka Belair, y Charlotte Flair junto a Iyo y Bayley, Asuka traicionó a sus compañeras de equipo para reunirse con ella y también aliarse a Damage CTRL al mismo tiempo. En Survivor Series WarGames, Damage CTRL perdió ante Belair, Flair, Becky Lynch, y Shotzi en una lucha de estilo WarGames.
En el episodio del 26 de enero de 2024 de Smackdown, Sane y Asuka derrotaron a Kayden Carter y Katana Chance para ganar los Campeonatos Femeninos en Parejas por segunda ocasión como equipo, y la segunda vez de Sane individualmente. Un día después, el 27 de enero en Royal Rumble, Sane ingresó al Royal Rumble femenino con la entrada número once, eliminando a Candice LeRae junto a sus compañeras de Damage CTRL Asuka y Bayley, antes de autoeliminarse con ayuda de Asuka al no poder resistir más tiempo colgada al borde del ring. En el episodio del 2 de febrero de SmackDown, Bayley confrontó a Kairi, Iyo y Asuka después de escucharlas hablar sobre ella a sus espaldas. Posteriormente, las tres la atacaron. Sin embargo, logró defenderse exitosamente de la emboscada, para después elegir a Sky como su oponente a enfrentar en WrestleMania XL por el Campeonato Femenino de WWE. En el episodio del 5 de febrero de Raw, Sane y Asuka defendieron exitosamente sus títulos ante Kayden Carter y Katana Chance. El 24 de febrero en Elimination Chamber: Perth, junto a Asuka, tuvo su segunda defensa titular exitosa ante Candice LeRae e Indi Hartwell. El 5 de marzo en NXT Roadblock, por tercera ocasión, defendió su título con éxito junto a Asuka en una lucha contra la Campeona Femenina de NXT, Lyra Valkyria, y su compañera Tatum Paxley. Su cuarta defensa titular exitosa la consiguieron en el episodio del 11 de marzo de Raw, derrotando a Shayna Baszler y Zoey Stark. El 6 de abril en la primera noche de WrestleMania XL, hizo su debut en WrestleMania haciendo equipo con sus compañeras de Damage CTRL, Asuka y Dakota Kai, para enfrentarse en una lucha por equipos de tres contra tres contra Bianca Belair, Jade Cargill, y Naomi, en la cual fueron derrotadas.
En el episodio del 29 de abril de Raw, durante la segunda noche del Draft de WWE, ella y sus compañeras de Damage CTRL, Asuka, Iyo y Dakota, fueron trasladadas a la antedicha marca. El 4 de mayo en Backlash France, Sane y Asuka perdieron sus títulos en parejas ante Belair y Cargill, terminando su reinado a los 99 días. En el episodio del 29 de julio de Raw, cambió a face junto al resto de Damage CTRL cuando confrontaron al entonces recién formado equipo Pure Fusion Collective; Shayna Baszler, Zoey Stark y Sonya Deville.
Durante los meses posteriores, Sane comenzó a hacer equipo con Sky mientras Asuka y Kai se recuperaban de algunas lesiones. En el episodio del 14 de octubre de Raw, Sane y Sky fallaron tratando de ganar los Campeonatos Femeninos en Parejas de Bianca Belair y Jade Cargill, luego de una distracción propiciada por las miembros de NXT de The Meta-Four (Jakara Jackson y Lash Legend). Esto las llevó a un encuentro por equipos en el episodio del 22 de octubre de NXT, el cual terminó sin ganadoras después de que Chelsea Green y Piper Niven las atacaran a las cuatro. El 2 de noviembre en Crown Jewel, Sane y Sky fallaron intentando ganar los títulos en una lucha fatal de cuatro entre los tres equipos, con Belair aplicando la cuenta sobre Niven para retener. En el episodio siguiente de Raw, participó en una batalla real para determinar a la contendiente principal al Campeonato Mundial Femenino, en la que fue eliminada por Bianca Belair.

## Legado
En 2016, Dave Meltzer de Wrestling Observer Newsletter se refirió a Kairi Hojo y a sus compañeras luchadoras también japonesas, Mayu Iwatani e Io Shirai, como «tres de las mejores luchadoras del mundo».

## Otros medios

### Videojuegos
| Año  | Título        | Notas                                                  | Ref.    |
| ---- | ------------- | ------------------------------------------------------ | ------- |
| 2017 | WWE Champions | Para iOS y Android                                     | [ 114 ] |
| 2017 | WWE Mayhem    | Para iOS y Android                                     | [ 115 ] |
| 2018 | WWE SuperCard | Juego de actualizaciones periódicas para iOS y Android | [ 116 ] |
| 2018 | WWE 2K19      |                                                        | [ 117 ] |
| 2019 | WWE 2K20      |                                                        | [ 118 ] |
| 2019 | WWE Universe  | Para iOS y Android                                     | [ 119 ] |
| 2024 | WWE 2K24      | Incluida en el paquete «Global Superstars» como DLC    | [ 120 ] |

## Vida personal
Kairi se casó el 22 de febrero de 2020.

## Filmografía
- 2012: Sūpu～Umarekawari no Monogatari～ (スープ～生まれ変わりの物語～?)

### Televisión
| Año  | Título                                                          | Notas |
| ---- | --------------------------------------------------------------- | ----- |
| 2011 | Zenigata Kintarō (銭形金太郎?)                                  |       |
| 2012 | Waratte Iitomo! (マッスルビーナス?)                             |       |
| 2012 | Gachigase (ガチガセ?)                                           |       |
| 2013 | Sekai Fushigi Hakken (世界ふしぎ発見?)                          |       |
| 2014 | Nakai Masahiro no Mininaru Toshokan (中居正広のミになる図書館?) |       |
| 2014 | Naruhodo! Haisukūru (なるほど！ハイスクール?)                   |       |

## Campeonatos y logros
- New Japan Pro-Wrestling

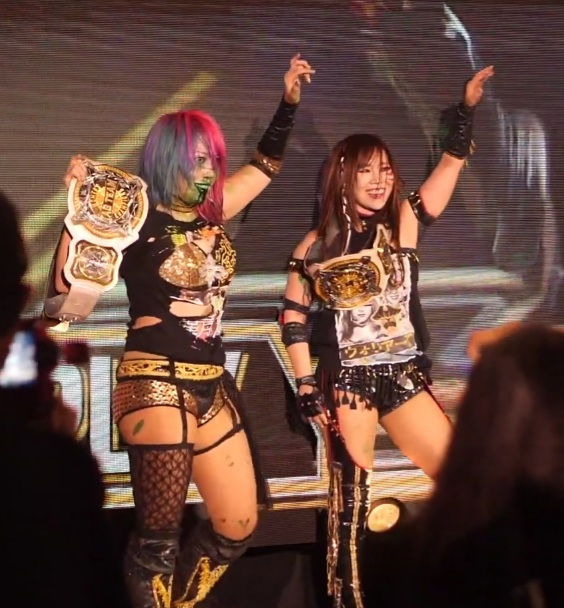
Kairi (derecha) junto a Asuka como Campeonas Femeninas en Parejas, 2019.

  - IWGP Women's Championship (1 vez, inaugural)
  - Torneo por el IWGP Women's Championship (2022)

- World Wrestling Entertainment/WWE
  - WWE Women's Tag Team Championship (2 veces) – con Asuka
  - Mae Young Classic (2017)[26]
  - NXT Women's Championship (1 vez)[122]
  - NXT Year–End Award (2 veces)
    - Competidora Femenina del año (2018)
    - Competidora general del año (2018)

  - WWE Year–End Award al equipo femenino del año (2019) - con Asuka

- World Wonder Ring Stardom
  - Wonder of Stardom Championship (1 vez)
  - World of Stardom Championship (1 vez)
  - Artist of Stardom Championship (5 veces) – con Kaori Yoneyama y Yuhi (1), Chelsea y Koguma (1), Io Shirai y Mayu Iwatani (1),  Hiromi Mimura y Konami (1), y Natsupoi y Saori Anou (1)
  - Goddess of Stardom Championship (3 veces) – con Natsumi Showzuki (1), Nanae Takahashi (1),  Yoko Bito (1)
  - 5★Star GP (2015)
  - Goddesses of Stardom Tag League (2016) – con Yoko Bito
  - 5★Star GP Best Match Award (2014) vs. Nanae Takahashi4[123]
  - Best Match Award (2014) con Nanae Takahashi vs. Risa Sera y Takumi Iroha[124]
  - Best Tag Team Award (2014) con Nanae Takahashi[124]
  - Best Tag Team Award (2016) con Yoko Bito[125]
  - MVP Award (2015)
  - Outstanding Performance Award (2013)[126]
  - Technique Award (2016)[125]

- Pro Wrestling Illustrated
  - Situada en el Nº10 en el PWI Female 50 en 2017 y 2018[127][128]
  - Situada en el Nº9 en el PWI Tag Team 50 con Asuka en 2020[129]